# Women Airforce Service Pilots
Women Airforce Service Pilots (WASP – osy czyli Pilotki Kobiecych Sił Powietrznych) – amerykański korpus kobiet pilotów z czasów II wojny światowej. Organizacja paramilitarna zajmująca się głównie transferem samolotów bojowych z USA do Europy. Założona w sierpniu 1943 w wyniku połączenia WAFS (Kobiecego Pomocniczego Szwadronu Transportowego) i WFTD (Kobiecego Oddziału Szkolenia Lotniczego). Dowództwo objęła Jacqueline Cochran, pionierka lotnictwa i pierwsza kobieta, która przekroczyła barierę dźwięku.

## Utworzenie WASP
W obliczu rosnącego zapotrzebowania na wyszkolonych pilotów w 1942 w armii zaczęto rozważać wzięcie pod uwagę propozycji wykorzystania pilotek w służbach pomocniczych, aby odciążyć walczących na froncie mężczyzn. Podczas gdy Cochran przebywała w Wielkiej Brytanii, we wrześniu 1942 generał Arnold zatwierdził utworzenie Women's Auxiliary Ferrying Squadron (WAFS) – Kobiecego Pomocniczego Szwadronu Transportowego pod dowództwem Nancy Harkness Love. Bazą jednostki była Castle Air Base w Wilmington w stanie Delaware, a jej głównym celem było wykonywanie lotów transportowych. Usłyszawszy o utworzeniu WAFS, Cochran powróciła do Stanów, gdzie stanęła na czele całego programu szkolenia kobiet na potrzeby lotów transportowych, w ramach Women's Flying Training Detachment (WFTD) – Kobiecego Oddziału Szkolenia Lotniczego. W sierpniu 1943 WAFS i WFTD zostały połączone, utworzono organizację Women Airforce Service Pilots (WASP) – Pilotek Pomocniczych Sił Powietrznych, której kierownictwo objęła Cochran, Nancy Love stanęła na czele Ferrying Division – Działu Transportu.

## Rekrutacja
Kobiety o różnym statusie społecznym zaczęły zjeżdżać się z całego kraju do Avenger Field w Sweetwater, gdzie odbywało się szkolenie. Do programu zgłosiło się około 30 tysięcy kobiet, na szkolenie przyjęto 1830 a 1074 je ukończyło i dostało się do korpusu. Wszystkie startujące kandydatki potrafiły pilotować samoloty i posiadały licencje, był to wymóg, który nie obowiązywał mężczyzn, ich armia szkoliła od zera. Kolejnym wymogiem był wzrost, pilotki miały mierzyć 5 stóp i 2 cale (około 160 cm). Podczas badań kobiety stosowały różne metody aby zawyżyć swój wzrost i dostać się do korpusu.

## Obowiązki WASP

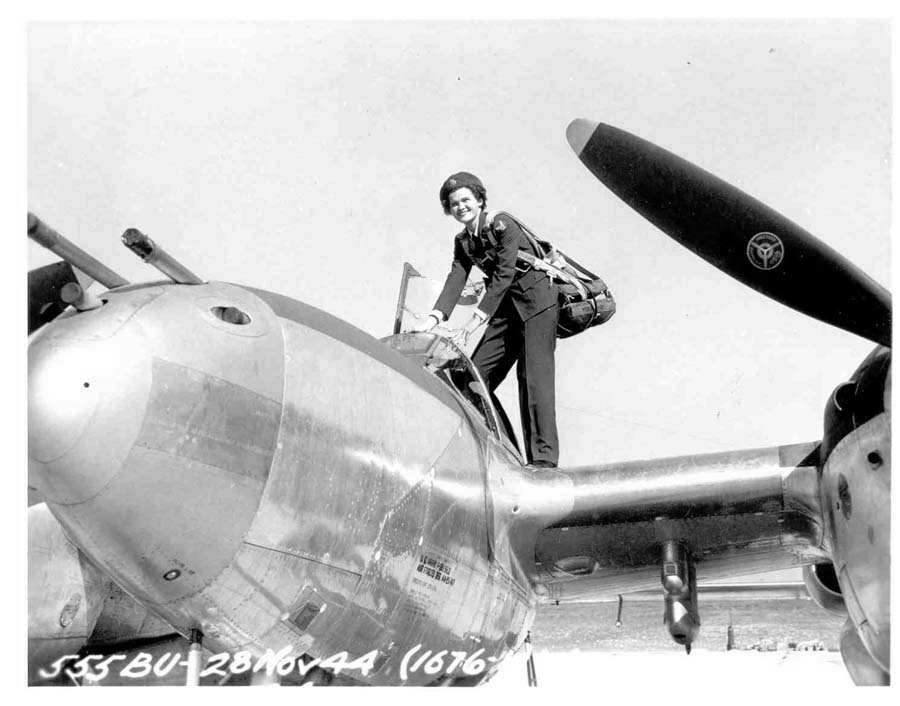
Ruth Dailey i P-38

Po wyczerpującym czteromiesięcznym szkoleniu stały się pierwszymi pilotkami amerykańskich samolotów wojskowych w historii. Do zadań pilotek należało transportowanie ich z USA do Europy, testowanie samolotów po naprawach, holowanie celów, które miały umożliwić artylerzystom trenowanie ostrzału z użyciem ciężkiej amunicji, pilotowały maszyny z fabryk do baz wojskowych i punktów odlotów w całym kraju, oraz do portów skąd drogą morską były transportowane dalej. Latały 78 rodzajami maszyn wojskowych jakich używano w siłach powietrznych, włącznie z bombowcami.

## Zamknięcie Programu
W lecie 1944, kiedy wojna dobiegała końca, zaczęto zamykać szkoleniowe programy lotnicze, co oznaczało utratę pracy dla cywilnych instruktorów latania. Obawiając się poboru kobiet do wojska i służby na ziemi. Choć raporty WASP były porównywalne z męskimi, a czasem lepsze pilotki nie uzyskały statusu wojskowego i jako zwykli cywile zostały odesłane do domu, często na własny koszt. Część z nich po powrocie znajdowała prace jako pilotki w małych przedsiębiorstwach lotniczych, jednak większość linii w tamtych czasach zatrudniała kobiety tylko jako stewardesy. Nie miały żadnych praw wojskowych, nie przysługiwało im prawo do flagi na trumnie, a armia nie była zobowiązana do opłacenia pogrzebu. Czasami koleżanki i koledzy z jednostki opłacali koszta pogrzebu. Akta kobiet z WASP przez lata pozostawały zapieczętowane, oznaczone jako tajne i niedostępne dla historyków zajmujących się II wojną światową.

## Odznaczenie

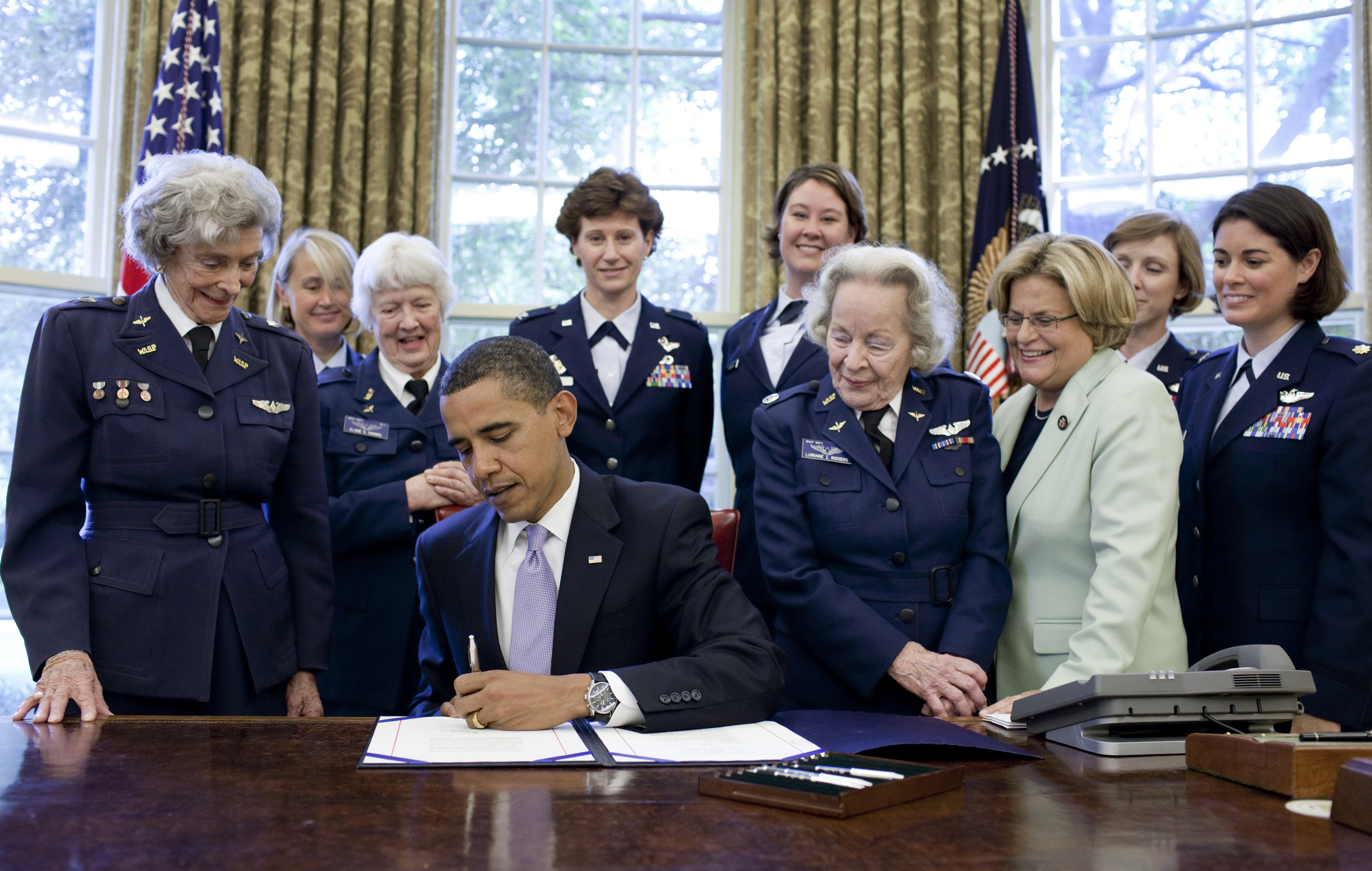
Lipiec 2009, Barack Obama wręcza bohaterkom medal

W 1976 Siły powietrzne zapowiedziały, że po raz pierwszy w historii zamierzają przyjmować kobiety do programów lotniczych. Wywołało to wielkie poruszenie wśród byłych pilotek, postanowiły zjednoczyć siły i apelowały do Kongresu Stanów Zjednoczonych, aby oficjalnie zaliczono je do sił zbrojnych. Dzięki tym staraniom w 1977 roku kobietom z WASP przyznano status wojskowego, uprawnienia do świadczeń dla weteranów i najwyższe cywilne odznaczenie.
1 lipca 2009 prezydent Barack Obama podpisał ustawę nagradzającą lotniczki WASP Złotym Medalem Kongresowym. Ceremonia odbyła się 10 maja 2010 w Kongresie Stanów Zjednoczonych. Wzięło w niej udział ok. 300 pilotek WASP, w trakcie wojny zginęło 38.

## Popkultura
W 2015 ukazała się książka autorstwa Fannie Flagg opisująca historie pilotek. Autorka dedykowała powieść kobietom z WASP.